# Napoli
Napoli (numit și Neapole) este cel mai mare oraș din Italia de Sud și al treilea oraș din Italia. Este una dintre capitalele regionale și are o populație de 913.462 locuitori (1 ianuarie 2023)
, împreună cu zona metropolitană are o populație de 3.034.410 de locuitori. Este reședința regiunii Campania și a provinciei Napoli și un centru economic și cultural important din sudul Italiei. Se află la mijlocul distanței dintre Vezuviu și zona vulcanică Campi Flegrei.
Între 1285–1816 a fost capitala Regatului de Neapole, iar apoi, până la Unificarea Italiei în 1861, a fost capitala Regatului celor Două Sicilii.
Centrul vechi istoric din Napoli a fost înscris în anul 1995 pe lista patrimoniului cultural mondial UNESCO.
Cântecul napolitan 'O surdato 'nnammurato a ajuns renumit ca fiind „simbolul orașului Napoli”.

## Geografie
Napoli se situează pe malul nordic al golfului cu același nume, în extremitatea sud-estică a Câmpiei Campaniene. Cartiere sud-estice ale orașului urca pe versanții Vezuviului. În partea nord-vestică este delimitată de zona vulcanică Campi Flegrei. Se află la o distanță 223 km de Roma.

### Clima
Orașul are un climat tipic mediteranean.
| Date climatice pentru Napoli             | Date climatice pentru Napoli | Date climatice pentru Napoli | Date climatice pentru Napoli | Date climatice pentru Napoli | Date climatice pentru Napoli | Date climatice pentru Napoli | Date climatice pentru Napoli | Date climatice pentru Napoli | Date climatice pentru Napoli | Date climatice pentru Napoli | Date climatice pentru Napoli | Date climatice pentru Napoli | Date climatice pentru Napoli |
| Luna                                     | Ian                          | Feb                          | Mar                          | Apr                          | Mai                          | Iun                          | Iul                          | Aug                          | Sep                          | Oct                          | Nov                          | Dec                          | Anual                        |
| ---------------------------------------- | ---------------------------- | ---------------------------- | ---------------------------- | ---------------------------- | ---------------------------- | ---------------------------- | ---------------------------- | ---------------------------- | ---------------------------- | ---------------------------- | ---------------------------- | ---------------------------- | ---------------------------- |
| Maxima medie °C (°F)                     | 12.5 (54,5)                  | 13.2 (55,8)                  | 15.2 (59,4)                  | 18.2 (64,8)                  | 22.6 (72,7)                  | 26.2 (79,2)                  | 29.3 (84,7)                  | 29.5 (85,1)                  | 26.3 (79,3)                  | 21.8 (71,2)                  | 17.0 (62,6)                  | 13.6 (56,5)                  | 20,4 (68,7)                  |
| Media zilnică °C (°F)                    | 8.1 (46,6)                   | 8.7 (47,7)                   | 10.5 (50,9)                  | 13.2 (55,8)                  | 17.3 (63,1)                  | 20.9 (69,6)                  | 23.6 (74,5)                  | 23.7 (74,7)                  | 20.8 (69,4)                  | 16.7 (62,1)                  | 12.3 (54,1)                  | 9.3 (48,7)                   | 15,9 (60,6)                  |
| Minima medie °C (°F)                     | 3.8 (38,8)                   | 4.3 (39,7)                   | 5.9 (42,6)                   | 8.3 (46,9)                   | 12.1 (53,8)                  | 15.6 (60,1)                  | 18.0 (64,4)                  | 17.9 (64,2)                  | 15.3 (59,5)                  | 11.6 (52,9)                  | 7.7 (45,9)                   | 5.1 (41,2)                   | 10,4 (50,7)                  |
| Precipitații mm (inches)                 | 104.4 (4.11)                 | 97.9 (3.854)                 | 85.7 (3.374)                 | 75.5 (2.972)                 | 49.6 (1.953)                 | 34.1 (1.343)                 | 24.3 (0.957)                 | 41.6 (1.638)                 | 80.3 (3.161)                 | 129.7 (5.106)                | 162.1 (6.382)                | 121.4 (4.78)                 | 1.006,6 (39,63)              |
| Nr. de zile cu precipitații (≥ 1.0 mm)   | 9.9                          | 9.8                          | 9.5                          | 8.8                          | 5.7                          | 4.0                          | 2.3                          | 3.8                          | 5.8                          | 8.1                          | 10.8                         | 10.7                         | 89,2                         |
| Ore însorite                             | 114.7                        | 127.6                        | 158.1                        | 189.0                        | 244.9                        | 279.0                        | 313.1                        | 294.5                        | 234.0                        | 189.1                        | 126.0                        | 105.4                        | 2.375,4                      |
| Sursă: World Meteorological Organization |                              |                              |                              |                              |                              |                              |                              |                              |                              |                              |                              |                              |                              |

| Date climatice pentru Napoli-Capodichino, district on the outskirts (altitude: 72 m sl, satellite view) | Date climatice pentru Napoli-Capodichino, district on the outskirts (altitude: 72 m sl, satellite view) | Date climatice pentru Napoli-Capodichino, district on the outskirts (altitude: 72 m sl, satellite view) | Date climatice pentru Napoli-Capodichino, district on the outskirts (altitude: 72 m sl, satellite view) | Date climatice pentru Napoli-Capodichino, district on the outskirts (altitude: 72 m sl, satellite view) | Date climatice pentru Napoli-Capodichino, district on the outskirts (altitude: 72 m sl, satellite view) | Date climatice pentru Napoli-Capodichino, district on the outskirts (altitude: 72 m sl, satellite view) | Date climatice pentru Napoli-Capodichino, district on the outskirts (altitude: 72 m sl, satellite view) | Date climatice pentru Napoli-Capodichino, district on the outskirts (altitude: 72 m sl, satellite view) | Date climatice pentru Napoli-Capodichino, district on the outskirts (altitude: 72 m sl, satellite view) | Date climatice pentru Napoli-Capodichino, district on the outskirts (altitude: 72 m sl, satellite view) | Date climatice pentru Napoli-Capodichino, district on the outskirts (altitude: 72 m sl, satellite view) | Date climatice pentru Napoli-Capodichino, district on the outskirts (altitude: 72 m sl, satellite view) | Date climatice pentru Napoli-Capodichino, district on the outskirts (altitude: 72 m sl, satellite view) |
| Luna | Ian | Feb | Mar | Apr | Mai | Iun | Iul | Aug | Sep | Oct | Nov | Dec | Anual                                                                                                   |
| --- | --- | --- | --- | --- | --- | --- | --- | --- | --- | --- | --- | --- | --- |
| Maxima medie °C (°F)                                                                                    | 13.0 (55,4)                                                                                             | 13.1 (55,6)                                                                                             | 15.6 (60,1)                                                                                             | 17.4 (63,3)                                                                                             | 23.0 (73,4)                                                                                             | 26.5 (79,7)                                                                                             | 29.8 (85,6)                                                                                             | 30.8 (87,4)                                                                                             | 26.8 (80,2)                                                                                             | 22.7 (72,9)                                                                                             | 17.3 (63,1)                                                                                             | 14.3 (57,7)                                                                                             | 20,9 (69,6)                                                                                             |
| Media zilnică °C (°F)                                                                                   | 8.7 (47,7)                                                                                              | 8.8 (47,8)                                                                                              | 11.0 (51,8)                                                                                             | 12.9 (55,2)                                                                                             | 17.8 (64)                                                                                               | 21.4 (70,5)                                                                                             | 24.3 (75,7)                                                                                             | 24.9 (76,8)                                                                                             | 21.3 (70,3)                                                                                             | 17.1 (62,8)                                                                                             | 12.5 (54,5)                                                                                             | 9.9 (49,8)                                                                                              | 15,88 (60,59)                                                                                           |
| Minima medie °C (°F)                                                                                    | 4.4 (39,9)                                                                                              | 4.5 (40,1)                                                                                              | 6.3 (43,3)                                                                                              | 8.4 (47,1)                                                                                              | 12.6 (54,7)                                                                                             | 16.2 (61,2)                                                                                             | 18.8 (65,8)                                                                                             | 19.1 (66,4)                                                                                             | 16.0 (60,8)                                                                                             | 12.1 (53,8)                                                                                             | 7.8 (46)                                                                                                | 5.6 (42,1)                                                                                              | 11,0 (51,8)                                                                                             |
| Precipitații mm (inches)                                                                                | 92.1 (3.626)                                                                                            | 95.3 (3.752)                                                                                            | 77.9 (3.067)                                                                                            | 98.6 (3.882)                                                                                            | 59.0 (2.323)                                                                                            | 32.8 (1.291)                                                                                            | 28.5 (1.122)                                                                                            | 35.5 (1.398)                                                                                            | 88.9 (3.5)                                                                                              | 135.5 (5.335)                                                                                           | 152.1 (5.988)                                                                                           | 112.0 (4.409)                                                                                           | 1.008,2 (39,693)                                                                                        |
| Nr. de zile cu precipitații (≥ 1.0 mm)                                                                  | 9.3 | 9.1 | 8.6 | 9.3 | 6.1 | 3.3 | 2.4 | 3.7 | 6.1 | 8.5 | 10.2 | 9.9 | 86,5 |
| Ore însorite                                                                                            | 114.7                                                                                                   | 127.6                                                                                                   | 158.1                                                                                                   | 189.0                                                                                                   | 244.9                                                                                                   | 279.0                                                                                                   | 313.1                                                                                                   | 294.5                                                                                                   | 234.0                                                                                                   | 189.1                                                                                                   | 126.0                                                                                                   | 105.4                                                                                                   | 2.375,4                                                                                                 |
| Sursă: Servizio Meteorologico                                                                           | | | | | | | | | | | | | |

| Ian           | Feb           | Mar           | Apr           | Mai           | Iun           | Iul           | Aug           | Sep           | Oct           | Noi           | Dec           | Media anuală      |
| ------------- | ------------- | ------------- | ------------- | ------------- | ------------- | ------------- | ------------- | ------------- | ------------- | ------------- | ------------- | ----------------- |
| 15 °C (59 °F) | 14 °C (57 °F) | 14 °C (57 °F) | 15 °C (59 °F) | 18 °C (64 °F) | 22 °C (72 °F) | 25 °C (77 °F) | 27 °C (81 °F) | 25 °C (77 °F) | 22 °C (72 °F) | 19 °C (66 °F) | 16 °C (61 °F) | 19,3 °C (66,7 °F) |

## Istorie
Orașul a fost o colonie greacă cu numele de Neapolis Parthenope (noul oraș Parthenope) . Orașul intră în scurt timp sub autoritatea romană.

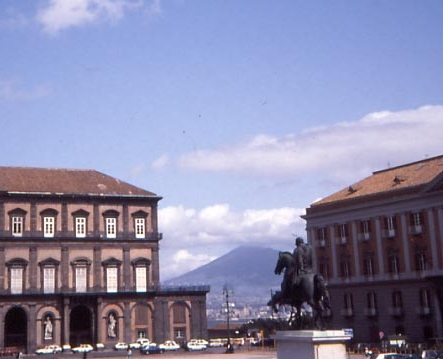
Napoli

După dispariția Imperiului Roman orașul a rezistat invaziei lombarde și a rămas atașat Imperiului Bizantin. La finalul secolului VI Napoli a devenit capitală a unui ducat bizantin. În 751, odată cu căderea exarhatului de la Ravenna din care se ridicase, ducatul a devenit independent.
În 1030, pentru a putea face față amenințării bizantine, ducele Sergiu al IV îi găzduiește pe normanzi în orașul vasal Aversa. Normanzii nu încetează incorporarea posesiunilor lor din Italia de Sud, iar în 1139, Roger al II-lea, primul rege al Siciliei, incorporează orașul în regatul său.
Carol al II-lea al Siciliei, pierzând insula Sicilia, a făcut din Napoli capitala regatului Siciliei, care este uneori numit "regatul napolitan".
După 1889 orașul a fost influențat de pasiunea pentru pizza Margherita.

### Episod biblic neotestamentar
Potrivit Noului Testament (Faptele Apostolilor, 28,13-14) Sf. Pavel  (în drum spre Roma, unde urma să fie judecat) ar fi poposit 7 zile și în localitatea Pozzuoli, la 5 km vest de Napoli.

## Populația
Napoli este cel mai mare oraș din sudul Italiei și cu 913.462 locuitori (1 ianuarie 2023)
, al treilea oraș după Milano și Roma. În zona de aglomerație a orașului trăiesc mai mult de 3 milioane de oameni.
Structura populației pe grupe de vârstă:
- între 00-14 ani: 18,76%
- între 15-64 ani : 67,87%
- peste 65 ani: 13,37%

Napoli - evoluția demografică

|  | Graficele sunt indisponibile din cauza unor probleme tehnice. Mai multe informații se găsesc la Phabricator și la wiki-ul MediaWiki. |

Date: Recensăminte sau birourile de statistică - grafică realizată de Wikipedia

### Populație străină
În ziua 31 decembrie 2010 cetățenii străini rezidenți erau 29.428 de oameni (3,07% din populație).
Naționalitățile principale erau:
- Ucraina 6.502 (0,67%, 22% din cetățenii străini rezidenți)
- Sri Lanka 5.367 (0,56%, 18% din cetățenii străini rezidenți)
- China 2.456 (0,25%)
- România 1.816 (0,18%)
- Polonia 1.542 (0,16%)
- Filipine 1.303 (0,13%)

### Personalități legate de Napoli
- Francisc al II-lea al Celor Două Sicilii, rege Rege al Celor Două Sicilii
- Ferdinand I al celor Două Sicilii, rege
- Maria Carolina a Austriei, regina
- Ferdinand al II-lea al Celor Două Sicilii, rege
- Carol al III-lea al Spaniei, rege
- Prințesa Caroline Ferdinande, Ducesă de Berry
- Prințesa Luisa Carlotta a celor Două Sicilii
- Prințesa Maria Amalia de Bourbon-Două Sicilii
- Teresa a celor Două Sicilii
- Casa de Bourbon
- Benedetto Croce, filozof și politician
- Nicola Abbagnano, filozof
- Vittorio Emanuele III d'Italia, rege al Italiei, al Albaniei și al Etiopiei
- Totò, actor
- Fabio Cannavaro, fotbalist
- Giorgio Napolitano, politician, fost senator pe viață, cel de-al 11-lea președinte al Republicii italiene
- Fabio Quagliarella, fotbalist
- Antonio Di Natale, fotbalist
- Salvatore Quasimodo, poet și traducător
- Athanasie de Neapole, episcop de Napoli (ca Athanasius al II-lea) și duce de Napoli
- Salvatore Cammarano, libretist
- Roberto Saviano, scriitor și jurnalist
- Augusto De Luca, fotograf
- Domenico Scarlatti, compozitor
- Franco Alfano, compozitor
- Alfons Maria de Liguori, episcop catolic, întemeietor al unei congregații călugărești, învățător al Bisericii
- Aldo Ciccolini, pianist
- Sigismund Thalberg, pianist și compozitor austriac
- Ernesto Cesàro, matematician
- Alfredo Capelli, matematician

## Administrație

Sectoarele orașului

Orașul are 31 de cartiere organizate în 10 sectoare, fiecare având administrație separată.
- Sectorul 1 : Chiaia, Posillipo și San Ferdinando
- Sectorul 2 : Avvocata, Montecalvario, San Giuseppe, Porto, Mercato și Pendino
- Sectorul 3 : Stella și San Carlo all'Arena
- Sectorul 4 : San Lorenzo, Vicaria și Poggioreale-Zona Industriale
- Sectorul 5 : Arenella și Vomero
- Sectorul 6 : Barra, Ponticelli și S.Giovanni a Teduccio
- Sectorul 7 : Miano, S. Pietro a Patierno și Secondigliano
- Sectorul 8 : Chiaiano, Piscinola-Marianella și Scampia
- Sectorul 9 : Pianura și Soccavo
- Sectorul 10 : Bagnoli și Fuorigrotta

## Obiective turistice

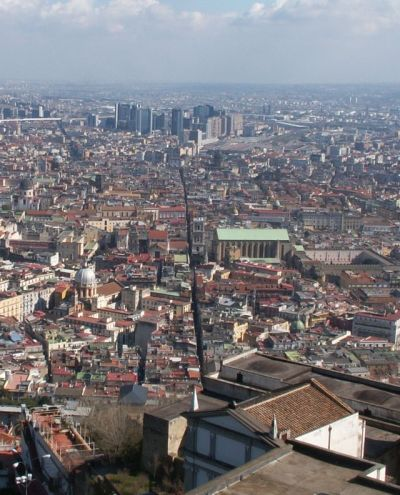
Spaccanapoli: strada care împarte centrul orașului în două

Deși este un oraș bogat în monumente istorice și tradiții, anual primește un număr mai redus de vizitatori față de alte orașe italiene. Centrul istoric al orașului începând din anul 1995 face parte din patrimoniul mondial și este una dintre cele mai mari centre urbane de pe această listă. Centrul istoric are o dispunere dreptunghiulară și a păstrat rețeaua de străzi stabilită de coloniști din Cumae, fondatorii orașului antic Neapolis. Orașul vechi este străbătut de trei străzi principale paralele: Decumano Maggiore (azi purtând numele de Via Tribunali), Decumano Inferiore (azi împărțită în trei secțiuni: Via Maddaloni, Via Croce Benedetto și Via San Biagio dei Librai) și Decumano Superiore (azi împărțită în trei secțiuni Via Sapienza, Via Anticaglia și Via Santi Apostoli), numele acestora derivând din denumirea antică a lor: decumanus. Denumirea populară a Decumano Inferiore este Spaccanapoli (despărțitorul Napolii), deoarece practic împarte în două orașul vechi. Aceste străzi principale sunt legate între ele, de străzi transversale, pe vremuri antice numite cardo.
Teritoriul înscris pe lista patrimoniului mondial cuprinde de asemenea zona dealului Capodimonte, situată la nord de centrul istoric, respectiv zona costieră Chiaia-Posillipo situată la nord-vest, până la mica insulă Nisida. Centrul istoric cuprinde mai mult de 150 de biserici, aproximativ 300 de clădiri cu caracter religios, palate, 30 de muzee, situri arheologice, monumente, obeliscuri și fântâni arteziene.

### Castele și palate regale
- Castel Nuovo (sau Maschio Angioino, în română Castelul Nou) este cea mai cunoscută construcție a orașului. Construirea fortăreței a fost comandată de către regele Carol I. Anjou care și-a transferat curtea din Palermo în Napoli. A fost construită între 1279-1282 cu ajutorul unor arhitecți francezi. A rămas reședință regală până în anul 1734, când regele Carol al III-lea s-a mutat în nou palat regal construit în apropierea fortăreței.
- Castell dell’Ovo (literalmente Castelul Oului) este o fortăreață situată la nord-vest de centrul istoric al orașului pe un promontoriu în Golful Napoli. Conform legendei poetul roman Vergilius a înzidit un ou în fundațiile fortăreței pentru a conferi o stabilitate mai mare pereților. Prima fortăreață pe acest loc a fost construită în secolul a 6-lea î. Hr de coloniști greci originari din orașul Cumae. În primul secol, patriciul roman Lucius Licinius Lucullus a construit o vilă pe acest promontoriu care la începutul secolului al V-lea a fost transformată în fortăreață. În secolul al XI-lea, locuitorii orașului au demolat construcțiile romane pentru a preveni ocuparea lor de către pirații sarazini. Fortăreața de azi a fost construită la începutul secolului al XII-lea și a funcționat ca reședință regală până la construcția Castelului Nou.
- Castel Capuano este o fortăreață situată în partea estică a centrului istoric. A fost construită în secolul al XII-lea de către regele Wilhelm I. al Siciliei. Într-o perioadă scurtă a funcționat ca reședință regală. În secolul al XVI-lea a fost extinsă și în fortăreață s-a mutat administrația orașului și tribunalul (aceasta a funcționat aici până la sfârșitul anilor 1990). În subsolurile fortăreței erau închisorile orășenești.
- Castel Sant’Elmo este o fortăreață situată pe un deal, vest de centrul istoric al orașului în apropierea mănăstirii San Martino. Numele derivă de la biserica demolată pentru a face loc fortăreței. A fost construită între 1329-1343 la porunca regelui Robert de Anjou.
- Palatul Regal a fost construit pe locul vechiului palat viceregal la începutul secolului al XVIII-lea. A funcționat ca reședință regală până la sfârșitul secolului când familia regală s-a mutat în noul palat de la Caserta. Palatul a fost construit de arhitectul Domenico Fontana și modificat după planurile arhitecților Luigi Vanvitelli și Gaetano Genovese. A fost parțial distrus în cel de al doilea război mondial, dar a fost reconstruit după planurile originale. Fațada vestică, dinspre Piazza Plebiscito este ornată de statuile marilor regi al Regatului Napoli.
- Palatul Capodimonte se află la nord de centrul istoric al orașului pe dealul purtând aceeași nume. A fost reședința de vară a regilor regatului Napoli. A fost construită după planurile arhitectului Giovanni Antonio Medrano în anul 1738. În palat este amenajat Galeria Națională din Napoli (cu importante picturi al lui Tiziano, Caravaggio și alții) și muzeul de porțelanuri.
- Albergo Reale dei Poveri este un edificiu impozant la nord-est de centrul istoric al orașului, având 300 m lungime și 5 etaje. Construcția a început în anul 1751 la porunca regelui Carol al III-lea, care dorea să realizeze un spital modern în capitala regatului napolitan. Azi, clădirea renovată în anul 2006 găzduiește un centru de conferințe.

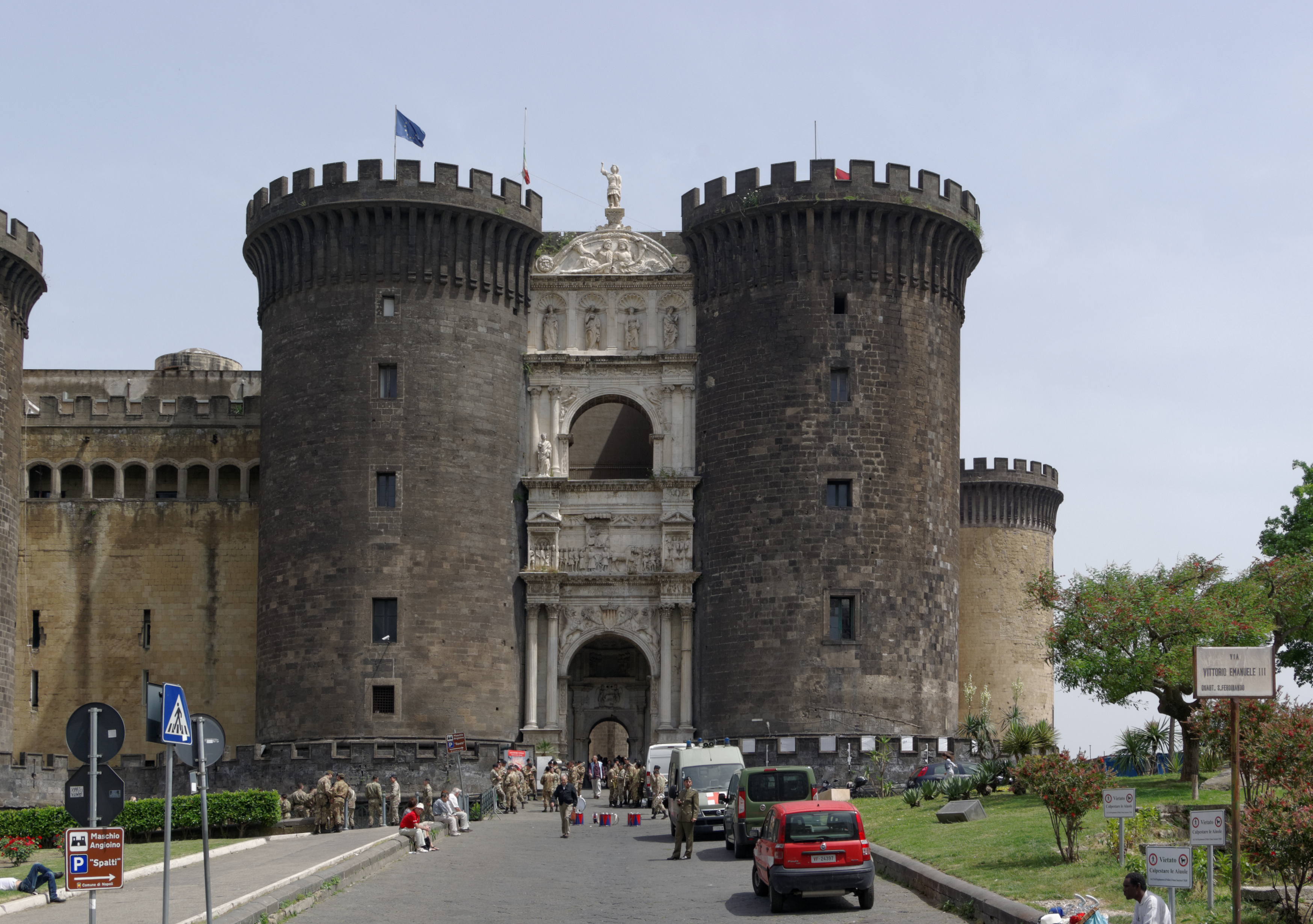
Castel Nuovo
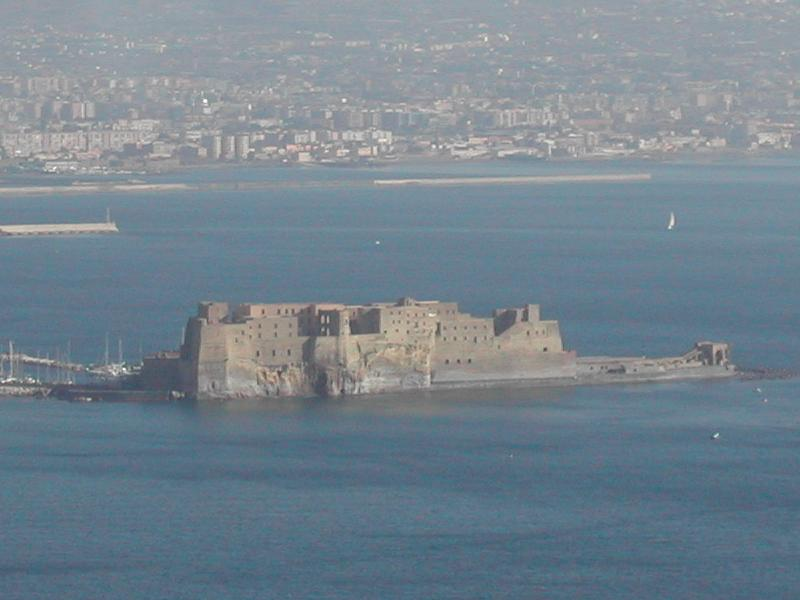
Castel dell’Ovo
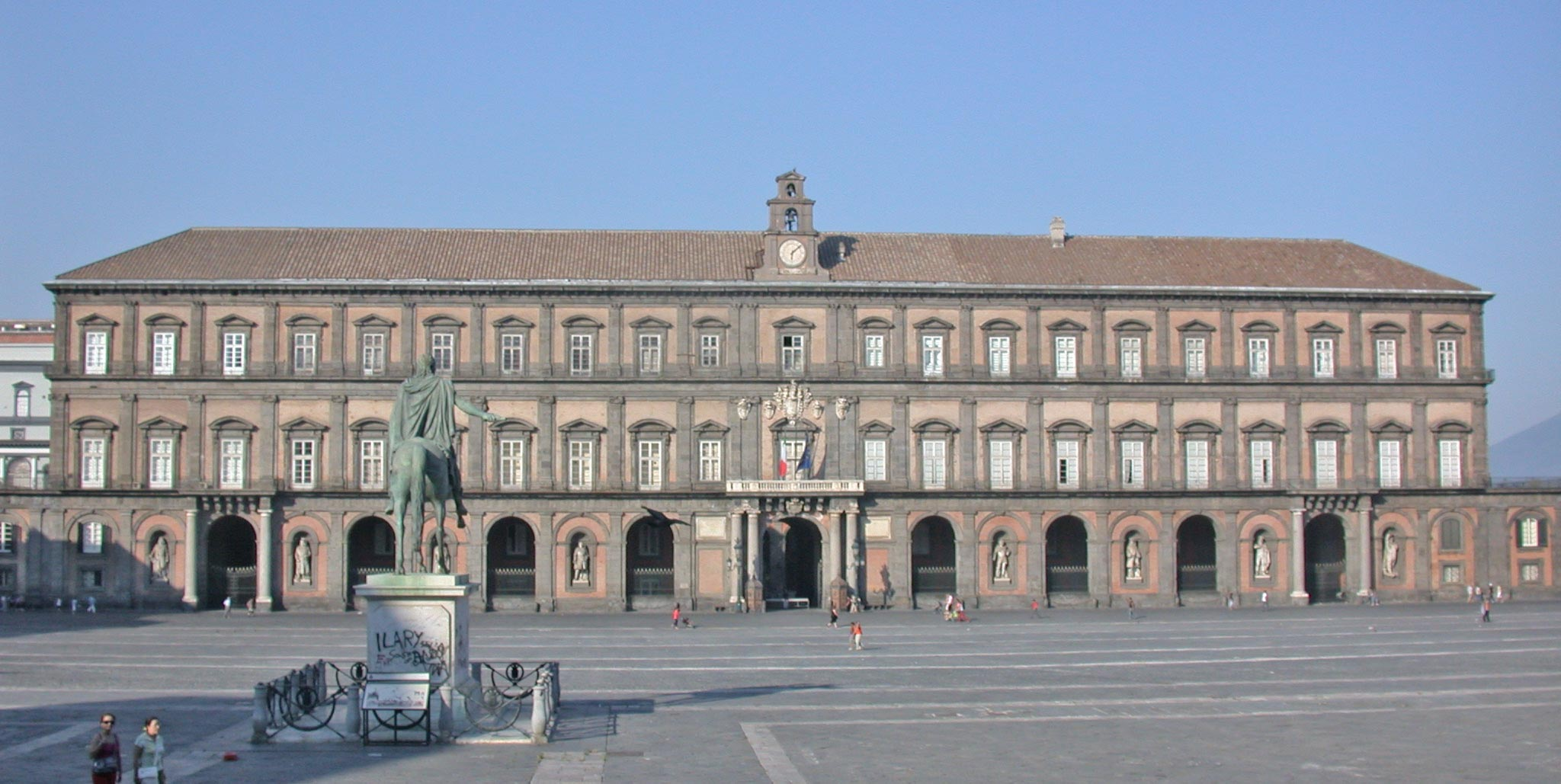
Palatul Regal
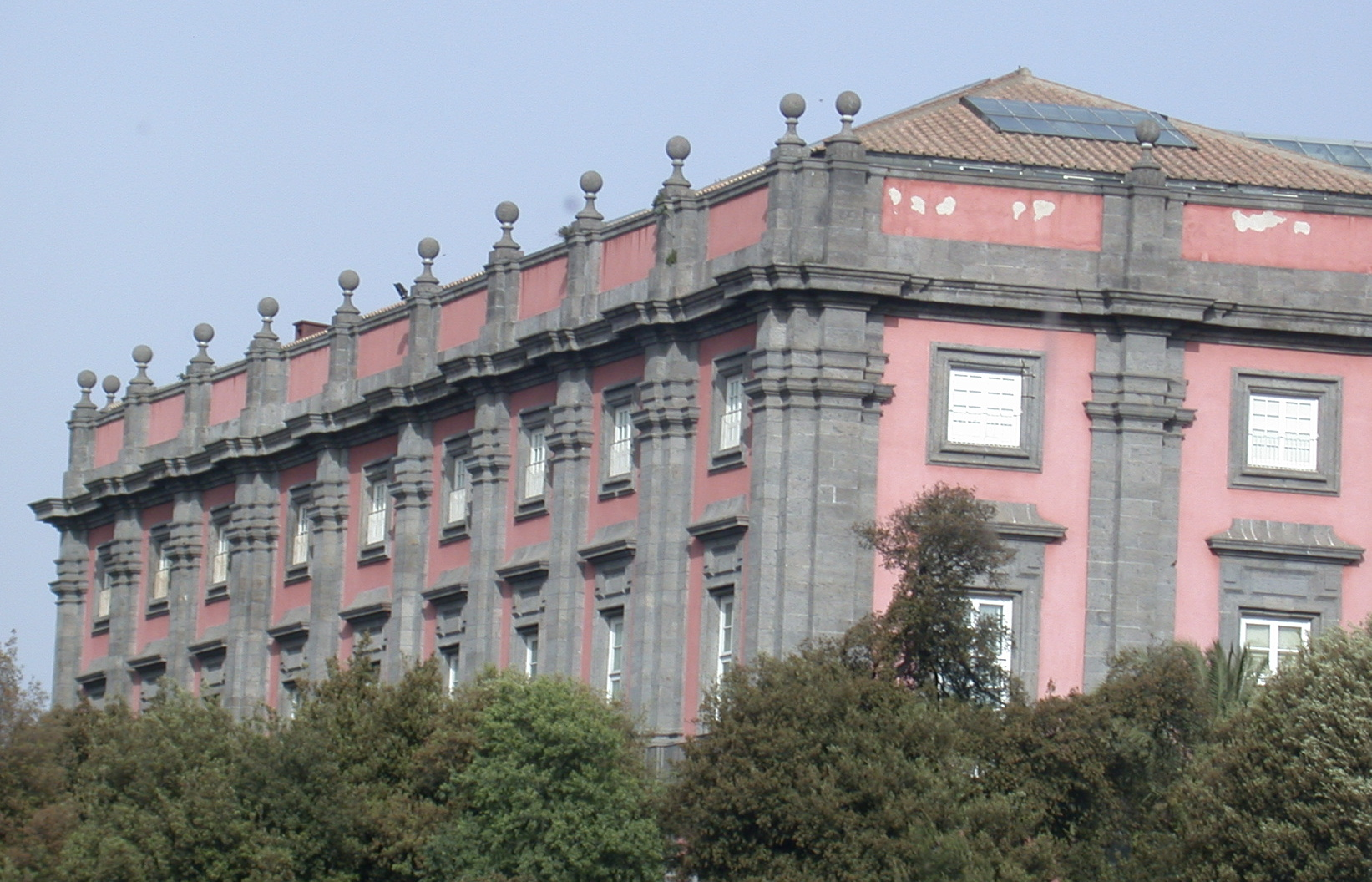
Palatul Capodimonte

### Palate nobiliare
Cele mai importante palate nobiliare din Napoli sunt:
- Palazzo Filomarino - a fost construit în secolul al XVI-lea de arhitectul Giovanni Francesco Di Palma și barocizat în secolul al XVIII-lea. Cel mai cunoscut locuitor al palatului a fost renumitul filosof Benedetto Croce.
- Palazzo del Panormita - este cea mai frumoasă clădire renascentistă din oraș. A fost construit la sfârșitul secolului al XV-lea de renumitul umanist Antonio Beccadelli (cunoscut sub numele de Panormita).
- Palazzo San Giacomo - este o clădire impozantă în Piazza Municipio, construită între 1819-1825 după planurile arhitecților Stefano și Luigi Gasse pentru a găzdui ministerele Regatului Napolitan. În clădire a fost încorporată și o biserică adiacentă.
- Palazzo Doria d’Angri - a fost construită în secolul al XVIII-lea după planurile arhitectului Luigi Vanvitelli pentru familia Doria. De pe balconul acestei clădiri a proclamat Giuseppe Garibaldi unirea Regatului celor Două Sicilii în 7 septembrie 1860.
- Palazzo Pignatelli - este o clădire construit în stil clasic în anul 1826 de Ferdinando Acton, nobil englez din curtea regilor napolitani. În secolul al XIX-lea, Diego Aragona Pignatelli Cortes, prințul de Monteleon a transformat clădirea într-un centru cultural. Văduva prințului a dăruit clădirea împreună cu colecțiile de mobilă, porțelanuri statului italian.
- Palazzo Arcivescovile - este reședința arhiepiscopilor napolitani. Complexul se situează la nord de dom și a fost construit la începutul secolului al XIV-lea, probabil după planurile arhitectului Bonaventuri Presti. Clădirea are trei portale sculptate impozante.
- Palatul Firrao - a fost construit în secolul al XVI-lea în stil renascentist. În secolul al XVII-lea a fost barocizat de arhitectul Cosimo Fanzago. Fațada este ornată de statuile regilor napolitani.

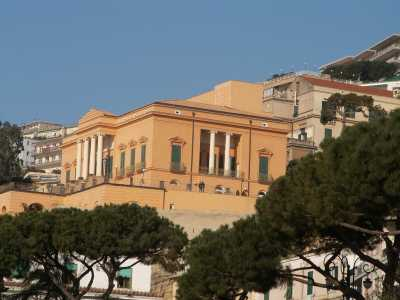
Palazzo Doria d’Angri
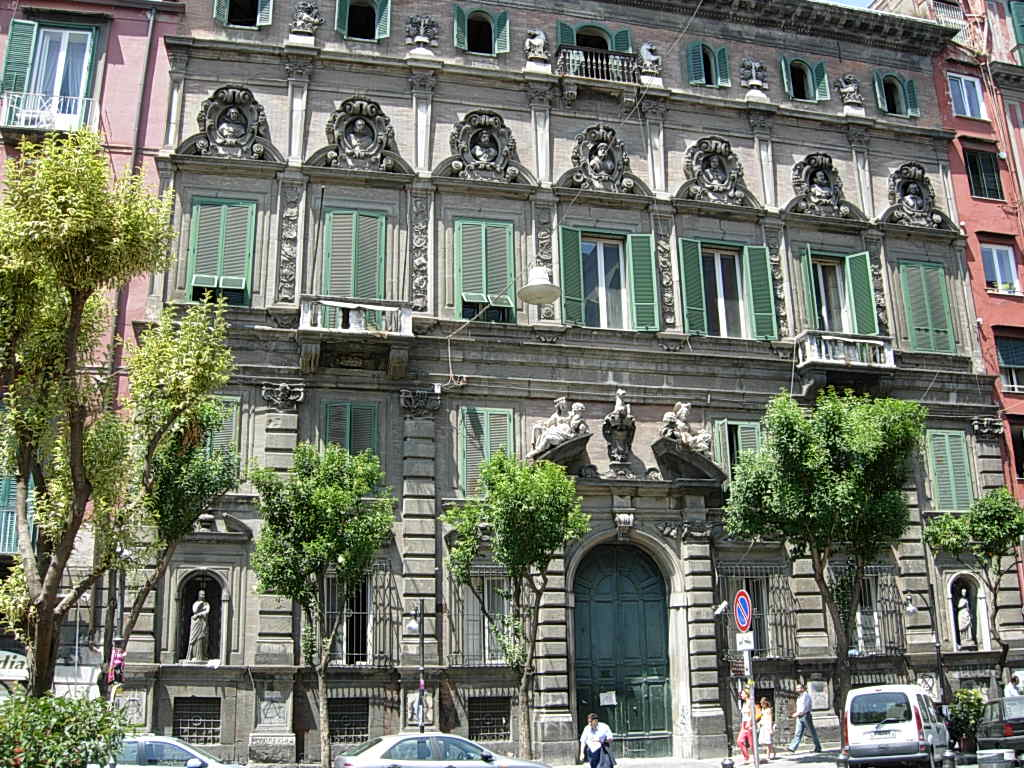
Palazzo Firrao
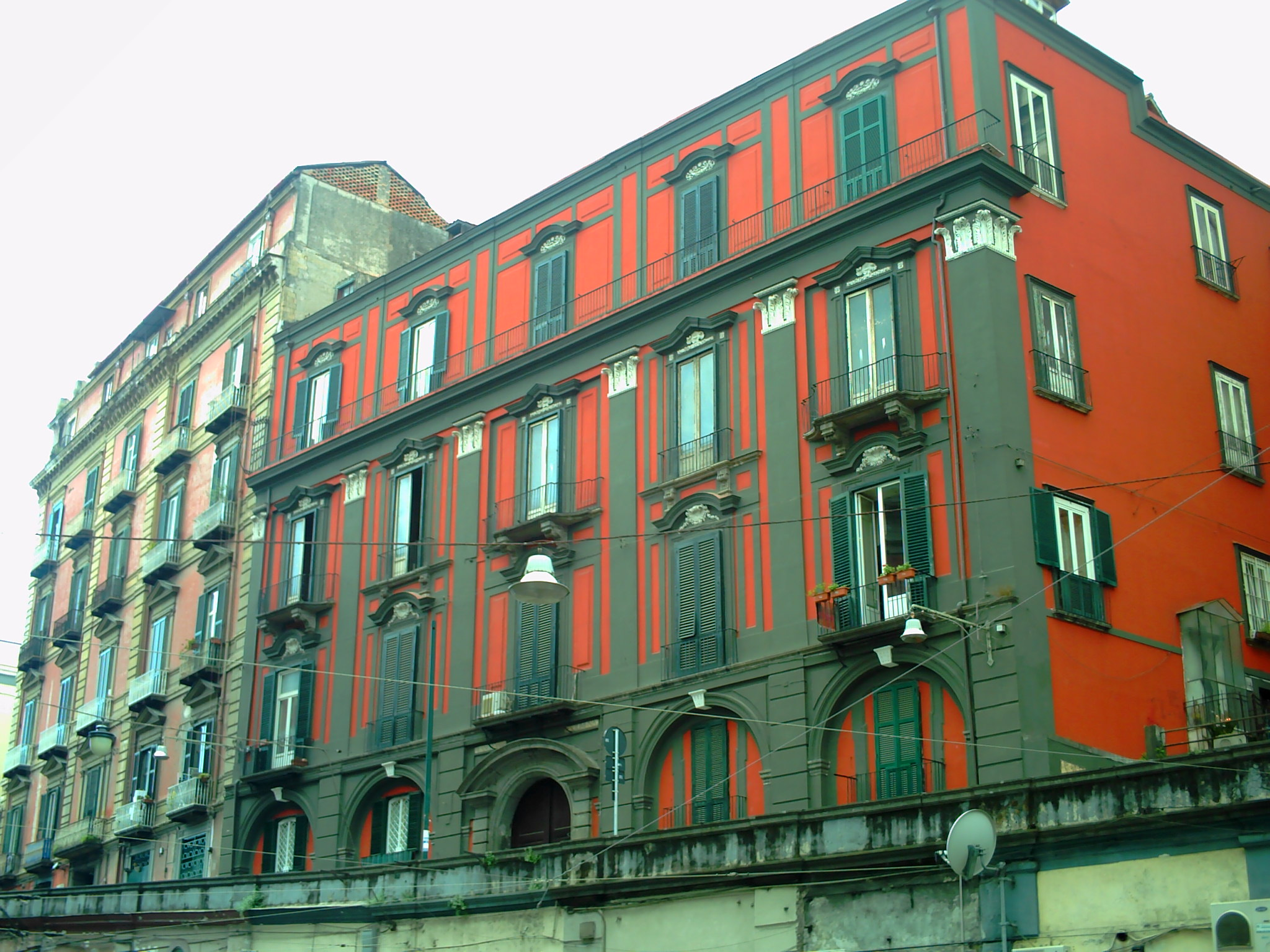
Palazzo Solimena
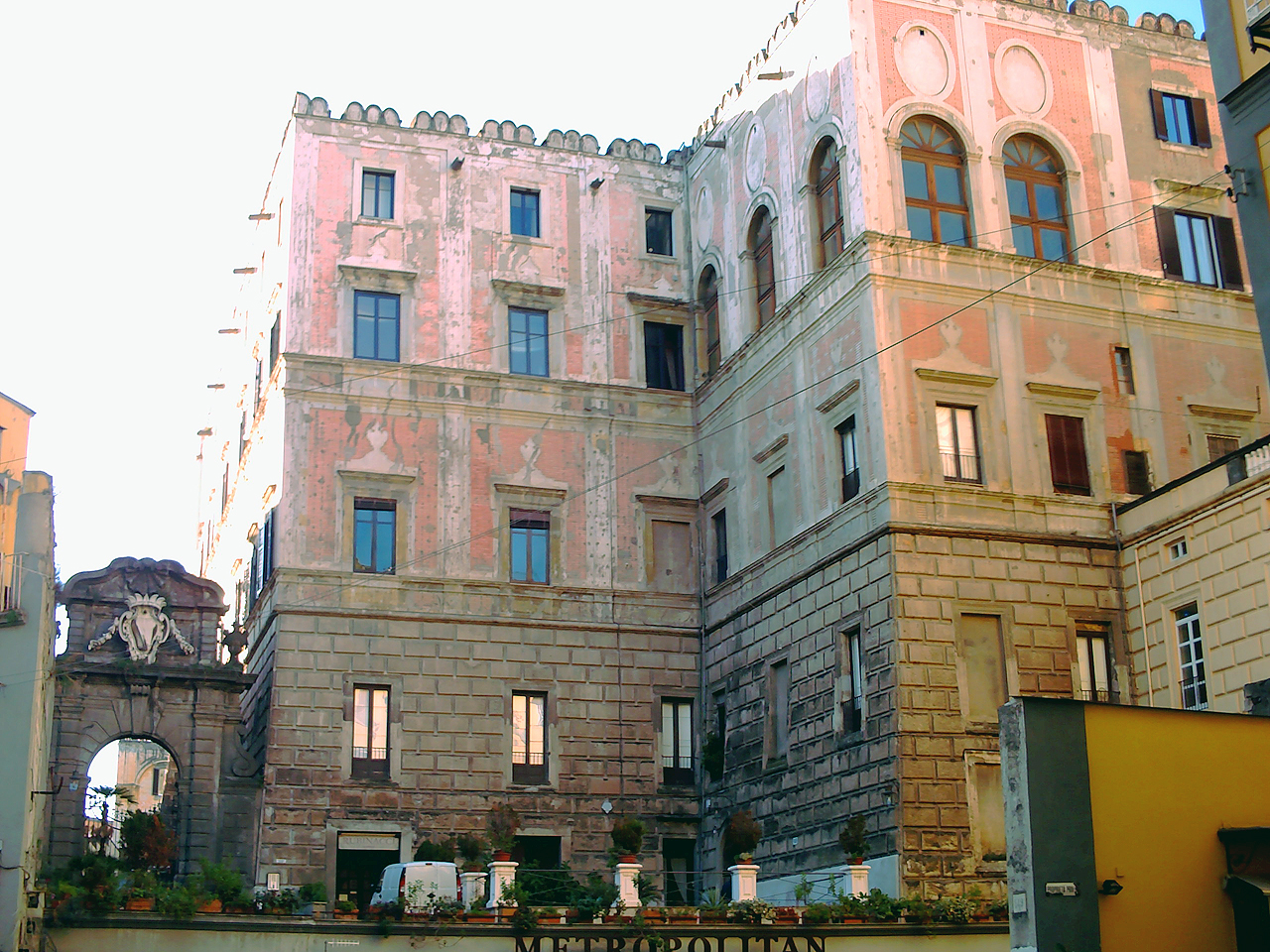
Palazzo Cellamare

### Biserici
- Domul din Napoli (Duomo) - este catedrala orașului, construită în stil romanic. Aici se află moaștele Sfântului Ianuarius, patronul orașului. Construcția domului a fost începută de regele Carol I de Anjou și a fost finalizată la începutul secolului al XIV-lea, în timpul domniei lui Robert de Anjou. A fost construită pe fundațiile unei bazilici paleocreștine (resturile se pot vedea și azi în subsolurile clădirii). Altarul este opera pictorului Francesco Solimena. Balustradele din bronz au fost proiectate de arhitectul Cosimo Fanzago. Interiorul este decorat cu picturi ale maeștrilor Luca Giordano și Pietro Perugino.
- Cappella Sansevero, construită între anii 1608-1611 în piața San Domenico Maggiore, este în prezent un muzeu care adăpostește o serie de capodopere ale unor importanți artiști italieni din secolul al XVIII-lea.
- San Francesco di Paola - este o biserică situată în Piazza Plebiscito vizavi de Palatul Regal. La începutul secolului al XIX-lea Joachim Murat, rege napolitan, vărul lui Napoleon, a proiectat construcția unei piețe împrejmuite de colonade, asemenea Pieței Sfântul Petru din Roma. Construcția a fost completată în 1816 de către regele Ferdinand al IV-lea, care a transformat sala centrală în biserica de azi, care se aseamănă cu Panteonul roman.
- Santa Maria del Carmine - situată în Piazza Mercato a fost fondată în secolul al XII-lea de călugări carmeliți. În biserică se regăsesc două relicve importante: o icoană cu Madona Neagră (adusă de carmeliți din Africa) și un crucifix de pe care lipsește coroana de spini al lui Isus (conform legendelor: în 1439 în urma unei bombardamente, Isus și-a mișcat capul, astfel a căzut coroana).
- San Domenico Maggiore - a fost construită între 1283 și 1324 pe fundațiile unei biserici mai vechi. În anii 1670 a fost barocizat, dar în secolul al XIX-lea a fost transformat înapoi în stilul său original gotic. În mănăstirea adiacentă au trăit și au lucrat personaje importante din istoria Italiei cum ar fi Giordano Bruno sau Toma de Aquino.
- San Paolo Maggiore - a fost construit la sfârșitul secolului al VIII-lea și începutul secolului al XI-lea pe fundația unui templu roman dedicat gemenilor Castor și Pollux. În secolul al XVI-lea a fost preluat de călugări teatini. A fost barocizat după planurile arhitectului Francesco Grimaldi. Interiorul este decorat de fresce realizate de Francesco Solimena și Massimo Stanzione.
- Santissima Annunziata Maggiore - a fost construită în secolul al XIII-lea. A fost barocizat în secolul al XVIII-lea de arhitectul Luigi Vanvitelli și fiul lui, Carlo Vanvitelli. Altarul este opera lui Francesco Solimena. Tavanul este casetat cu picturi figurând scene din viața Fecioarei Maria, realizate de Giovanni Vincenzo Forli și Filippo Vitale.
- San Giorgio Maggiore - prima biserică pe acest loc a fost construită în secolul al IV-lea. A fost numit după Sfântul Gheorghe, care a fost ucis în secolul al XI-lea de longobarzi. În 1640 a fost mistuită de flăcări, dar a fost reconstruită după planurile arhitectului Cosimo Fanzago. În anul 1694 a fost distrus de un cutremur. Reconstrucția a fost supervizată tot de arhitectul Cosimo Fanzago. Sub altar sunt îngropate moaștele Sfântului Severus. Decorațiile interioare au fost realizate de Camillo Lionti, Francesco Peresi și Francesco Solimena.
- San Pietro ad Aram - este o biserică construită în stil renascentist. Găzduiește relicva faimoasă Ara Petri, care, conform legendelor, a fost altarul Sfântului Pentru, în fața căruia a botezat pe sfinții Candida și Asprenus, primii episcopi napolitani. Interiorul este decorat de fresce și reliefuri sculptate de Luca Giordano, Andrea Vaccaro, Massimo Stanzione și Giaconto Diano.
- Santa Maria di Piedigrotta - a fost construită în secolul al XIV-lea, apoi barocizat de-a lungul secolului al XVII-lea. Este una dintre cele mai impresionante clădiri de stil baroc din oraș. Interiorul este decorat de frescele lui Belisario Corenzio.
- Santa Maria degli Angeli a Pizzofalcone - a fost construită în a doua parte a secolului al XVI-lea, la cererea doamnei Constanza Doria del Caretto, care a dăruit-o ordinului teatinilor. În 1610 a fost barocizat după planurile arhitectului Francesco Grimaldi. Interiorul este decorat de frescele lui Giovanni Battista Beinaschi și picturi semnate de Francesco Maria Caselli.
- San Giovanni Maggiore - este una dintre cele mai vechi biserici napolitane. Construcția ei a fost începută în secolul al IV-lea. A fost reconstruit în stil bizantin în secolul al VI-lea, apoi barocizat în 1685 după planurile arhitectului Dioniso Lazzari.
- Santa Maria della Sanita - a fost construit în stil baroc între anii 1602-1613 după planurile arhitectului Giuseppe Nuvolo pentru ordinul dominicanilor. Cupola este decorată de plăci de majolică verde. Din interiorul bisericii se pot accesa catacombele San Gaudioso, care este decorată de mozaicuri datând din secolul al XVII-lea. Interiorul a fost decorat de Giovanni Battista di Pino.

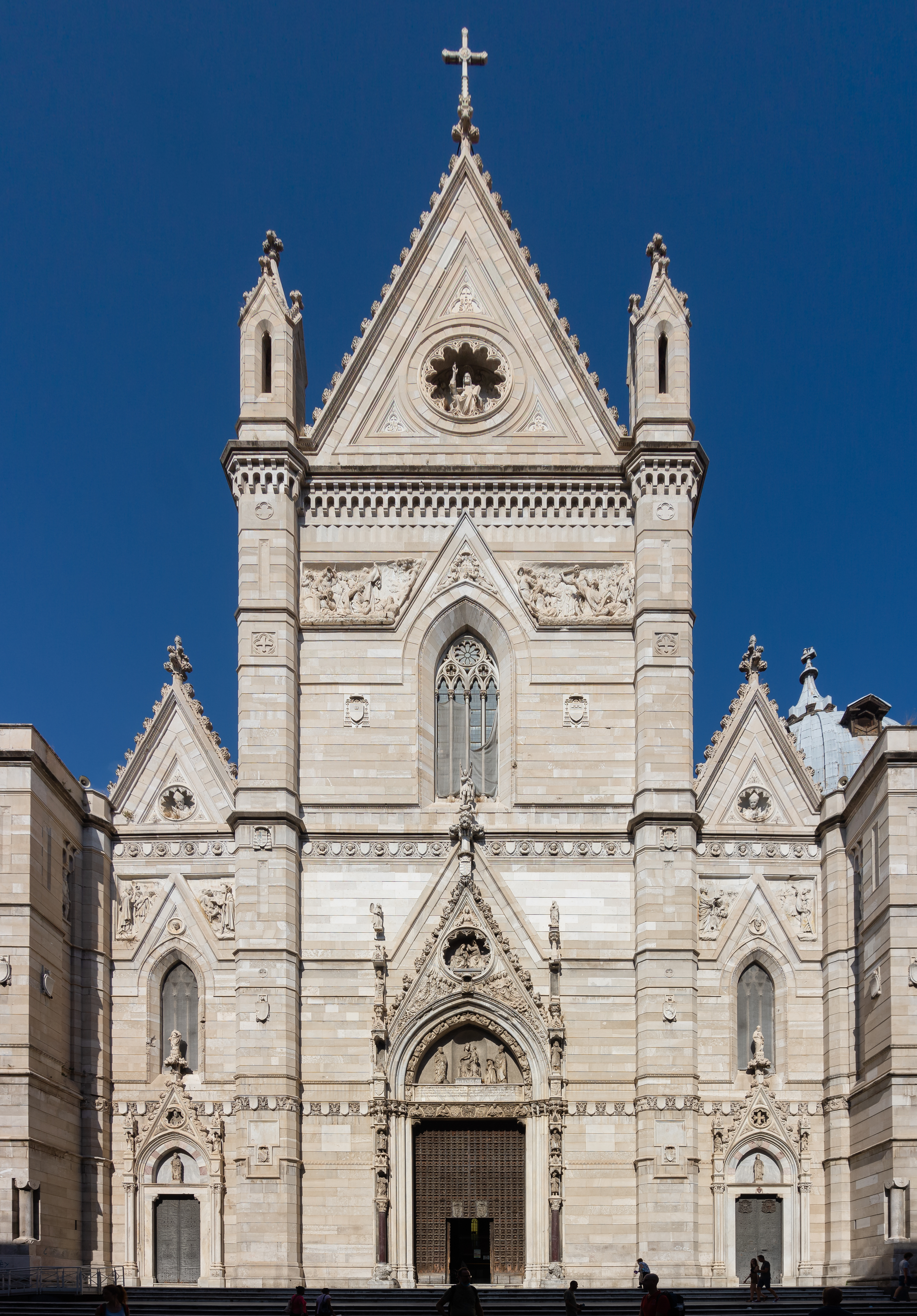
Fațada principală a domului
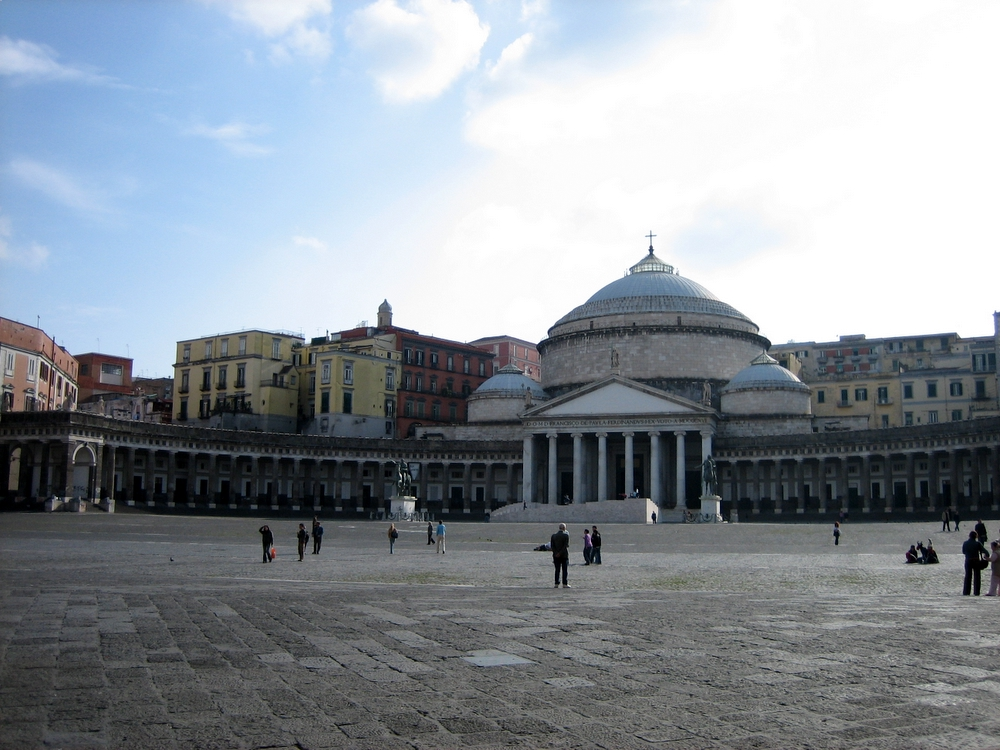
San Francesco di Paola
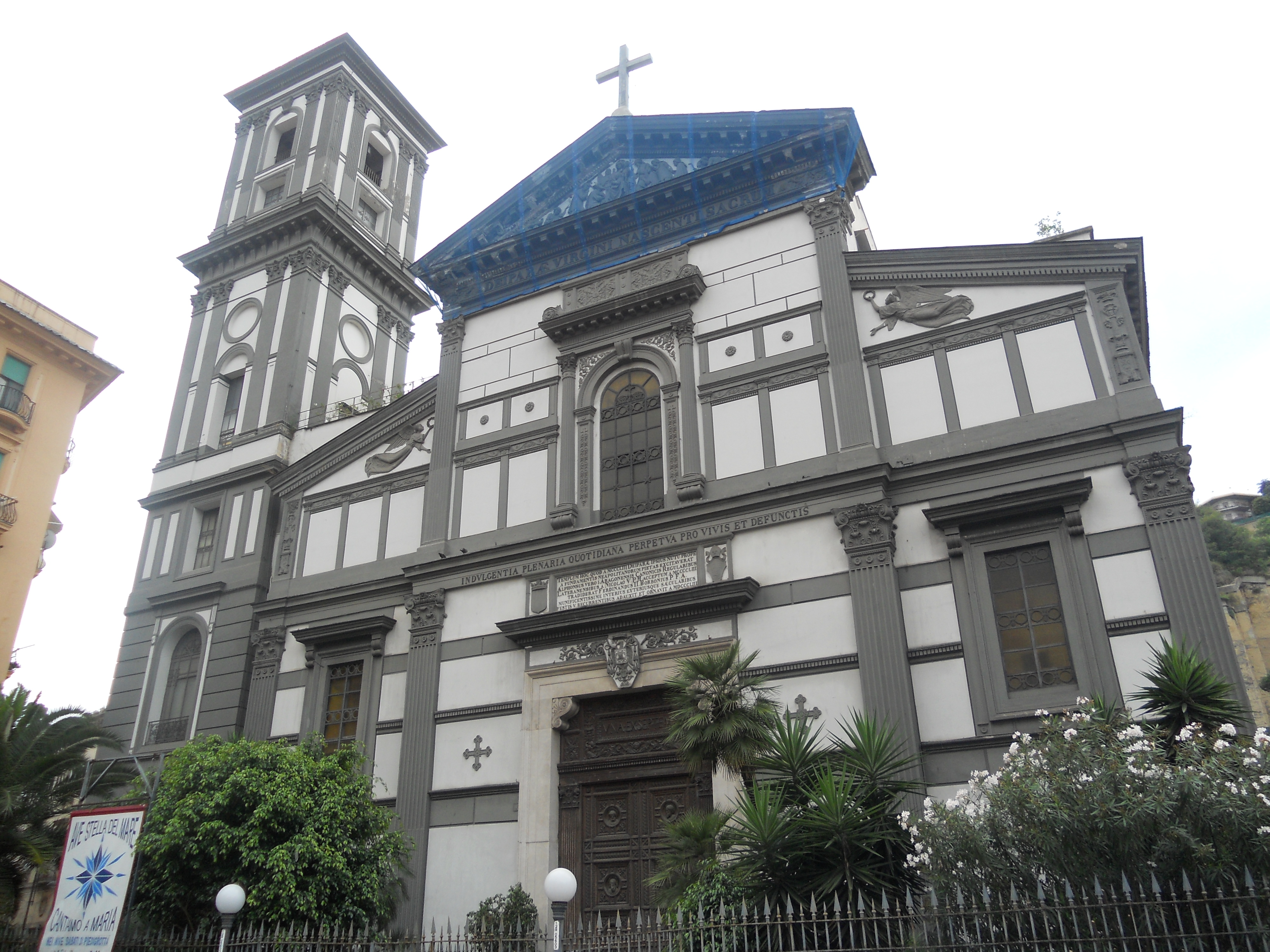
Santa Maria di Piedigrotta
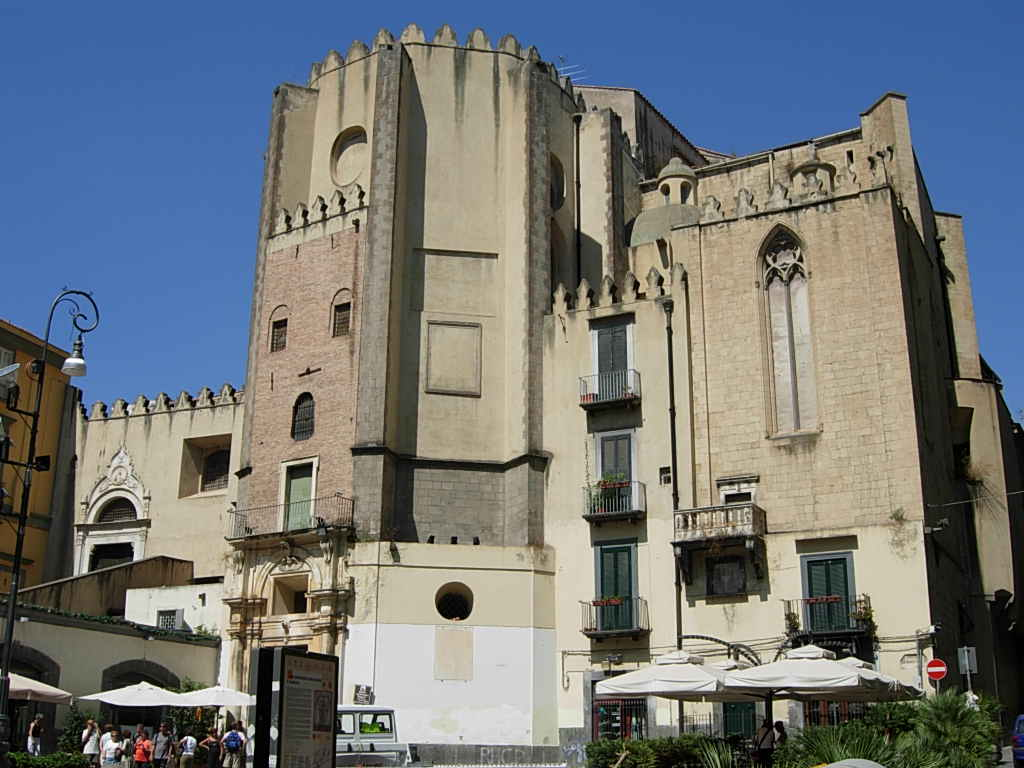
San Domenico Maggiore
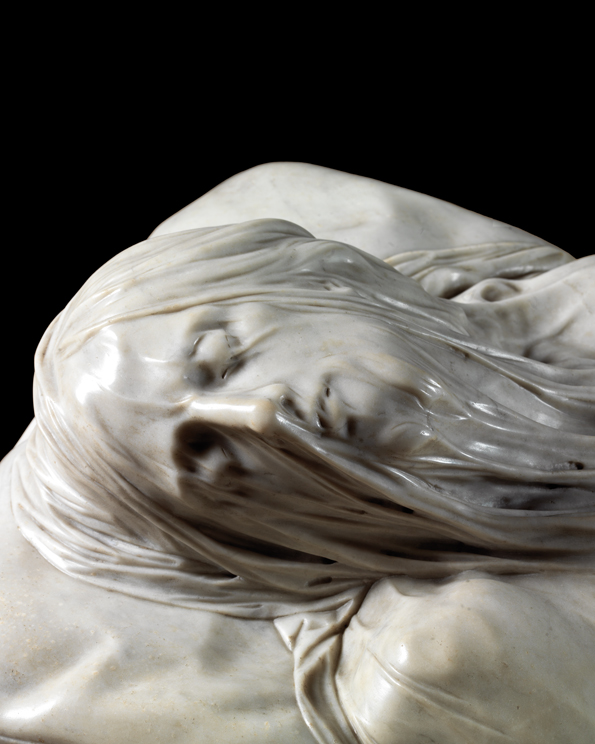
Cappella Sansevero, sculptura "Cristo velato" de Giuseppe Sanmartino

### Alte biserici
- Santa Maria Egiziaca all’Olmo - a fost construită în secolul al XIV-lea, iar în secolele XVI-XVII a fost reconstruit în stil baroc. Decorațiunile interioare de stil rococo au fost realizate de Nicola Tagliacozzi Canale. Numele provine de la un ulm din curtea bisericii.
- Santa Maria Egiziaca a Pizzofalcone - a fost fondată la începutul secolului al XVII-lea de călugări augustini. În secolul al XVII-lea a fost barocizat de către Cosimo Fanzago, Francesco Antonio Picchiatti, Antonio Galluccio și Arcangelo Guglielmelli.
- Sant’Agostino alla Zecca - construcția bisericii a fost comandată de către regele Carol I. Anjou. A fost terminată în anul 1287 și a fost preluat de călugări eremiți. A fost distrus în cutremurul din 1456 și a fost reconstruit în stil renascentist. În secolele XVII-XVIII a fost barocizat.
- Santa Maria della Neve - a fost construită în secolul al XIII-lea. În 1520 a fost extins, iar în secolul al XVIII-lea barocizat. Interiorul este decorat cu picturi semnate de Giuseppe Bastelli.
- San Giacomo degli Spagnoli - construcția bisericii a fost comandată în 1540 de către viceregele Don Pedro de Toledo, pentru a servi ca lăcaș de cult curții sale, ai cărui membrii erau spanioli (de aici provine și numele bisericii). Interiorul bisericii cu trei nave este decorată în stil baroc, important fiind o frescă al lui Giorgio Vasari. În prezent biserica este în proprietatea, și este susținută de biserica catolică spaniolă.
- Madre di Buon Consiglio - este una dintre cele mai noi biserici din oraș. A fost construită între anii 1920 și 1960 după modelul bazilicii Sfântul Petru din Roma.

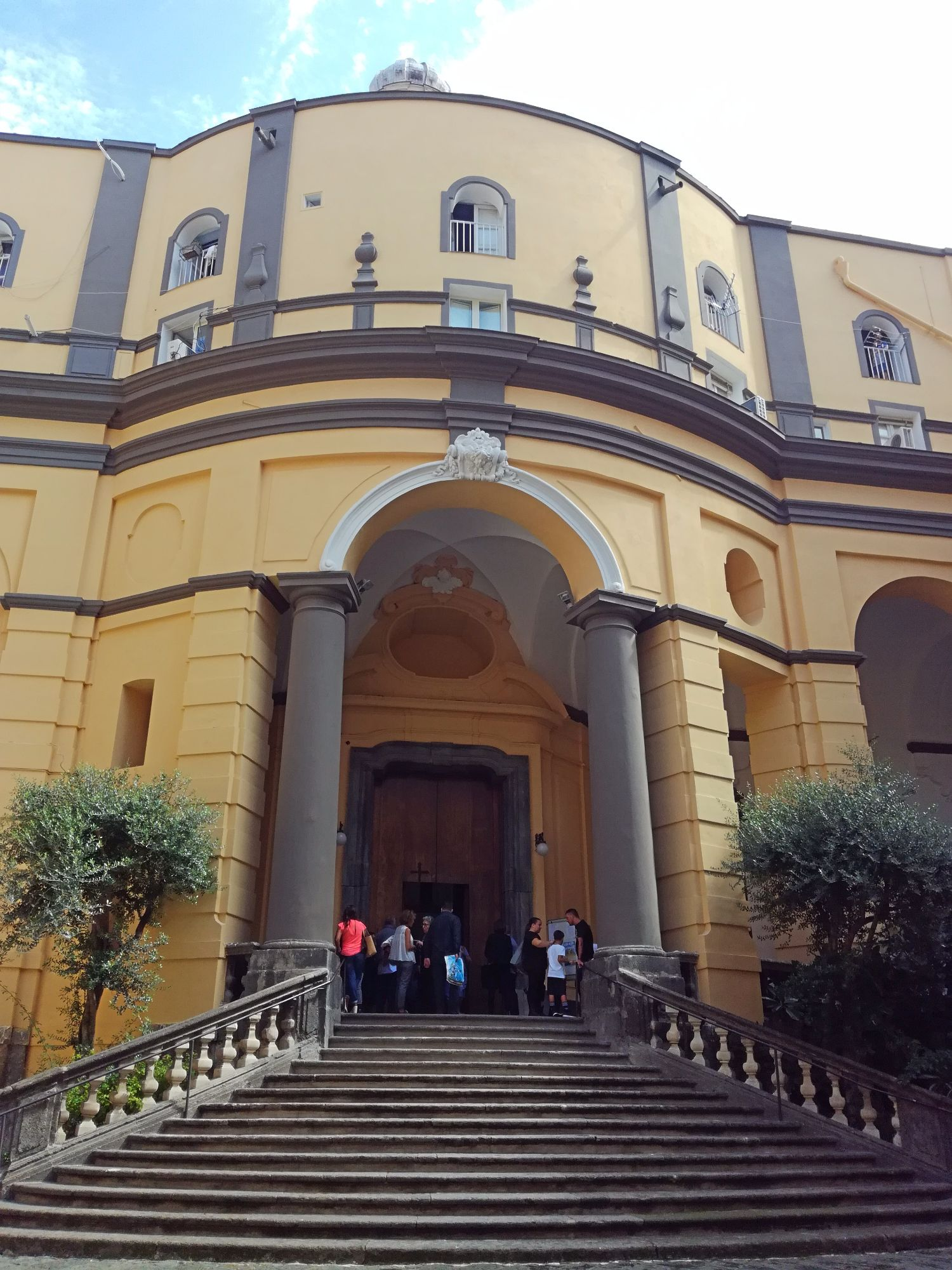
Santa Maria Egiziaca a Pizzofalcone
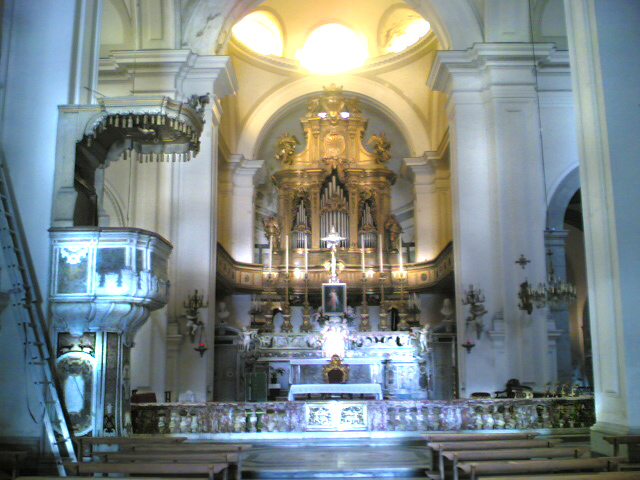
Interiorul bisericii San Giacomo degli Spagnoli
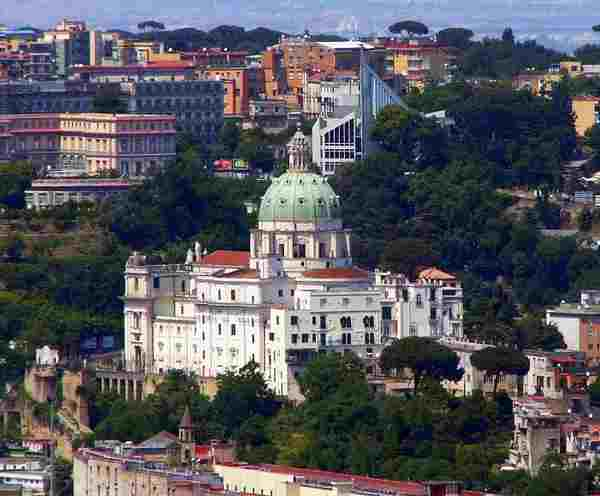
Madre di Buon Consiglio

## Personalități
- Gian Lorenzo Bernini (1598 – 1680), artist baroc;
- Benedetto Croce (1866 - 1952), filozof;
- Enrico Caruso (1873 – 1921), tenor;
- Bud Spencer (1929 - 2016), actor (celebrul Piedone);
- Sophia Loren (n. 1934), actriță;
- Maria Grazia Pagano (1945 - 2022), om politic.
- Ida Di Benedetto (n. 1945), actriță;
- Giambattista Vico, filozof, istoric;
- Ruggiero Leoncavallo, compozitor, pianist;
- Papa Inocențiu al XII-lea;
- Papa Bonifaciu al IX-lea;
- Papa Urban al VI-lea;
- Giorgio Napolitano, fost președinte al Italiei;
- Giambattista Vico, filozof, istoric;
- Valeria Golino, actriță;
- Alessandra Mastronardi, actriță;
- Victor Emmanuel, Prinț de Neapole;
- Ferdinand I al celor Două Sicilii;
- Francisc I al celor Două Sicilii;
- Ruggiero Leoncavallo, compozitor, pianist;
- Paolo Cirino Pomicino, om politic.

## Publicații
- Vinni Luccherini: La Cappella di San Ludovico nella Cattedrale di Napoli, le sepolture dei sovrani angioini, le due statue dei re e gli errori della tradizione storiografica moderna, în: Zeitschrift für Kunstgeschichte, Jg. 70, Heft 1 (2007), p.1-22.